# Ursenbach
Ursenbach é uma comuna da Suíça, situada no distrito administrativo de Alta Argóvia, no cantão de Berna. Tem 9,2 km² de área e sua população em 2018 foi estimada em 896 habitantes.